# Гаплогруппа R-V1636
Гаплогруппа R-V1636 или R1b1a2 (Y-ДНК) — гаплогруппа Y-хромосомы человека.

## Субклады
- R-V1636 (R1b1a2)
  - R-V1274 (R1b1a2a)
  -  R-Y83069 (R1b1a2b)

## Палеогенетика

### Медный век
Хвалынская культура
- I0122 | SVP35 __ Khvalynsk II (grave 12) __ Хвалынский район, Саратовская область, Россия __ 4936-4730 calBCE (5960±25 BP, PSUAMS-4031) __ М __ R1b1a > R-V1636 # H2a1.[1][2]

- Прогресс-2 __ Прогресс (Кировский район), Ставропольский край, Россия.[3]
  - PG2001 | BZNK-113/4 __ Progress 2 (kurgan 1, grave 37) __ 4994-4802 calBCE (6012±28 BP, MAMS-110564) __ М __ R1b1 > R-V1636 # I3a
  - PG2004 | BZNK-062/3 __ Progress 2 (kurgan 4, grave 9) __ 4240-4047 calBCE (5304±25 BP, MAMS-11210) __ М __ R1b1 > R-V1636 # H2 > H2a*

Древний Ближний Восток
- ART038 | S150 (H221) __ Арслантепе __ Батталгази, Малатья (ил), Восточная Анатолия, Турция __ 3361-3105 calBCE (4534±27 BP, MAMS-34112) __ М __ R1b1a2 (V1636*) # K1a17a.[4]

Культура одиночных погребений
- RISE1281 __ Gjerrild stone cist (skeleton 5) __ Норддюрс (коммуна), Центральная Ютландия, Дания __ 2279-2036 calBCE (3790±34 BP, UBA-36753) __ М __ R1b-V1636 # K2a.[5]

### Бронзовый век
Ямная культура
- SA6010 | BZNK-008/3 __ Sharakhalsun 6 (kurgan 2, grave 13) __ Шарахалсун, Туркменский район, Ставропольский край, Россия __ 2884-2679 calBCE (4185±23BP, MAMS-29821) __ М __ R1b1a2-V1636* # U5a1g.[3]

Куро-араксская культура
- I1635 | KA1/12 __ Kalavan-1 (burial UF1) __ Калаван, Гехаркуникская область, Армения __ 2619-2465 calBCE (4005±35 BP, Poz-81102) __ М __ R1b1x > R-V1274 # X2f.[6]

## Публикации
2015
- Mathieson I, Lazaridis I, Rohland N; et al. (Декабрь 2015). Genome-wide patterns of selection in 230 ancient Eurasians. Nature. 528 (7583): 499–503. doi:10.1038/nature16152. PMC 4918750. PMID 26595274. {{cite journal}}: Явное указание et al. в: |author= (справка)Википедия:Обслуживание CS1 (множественные имена: authors list) (ссылка)

2016
- Lazaridis I, Nadel D, Rollefson G; et al. (Август 2016). Genomic insights into the origin of farming in the ancient Near East. Nature. 536 (7617): 419–424. doi:10.1038/nature19310. PMC 5003663. PMID 27459054. {{cite journal}}: Явное указание et al. в: |author= (справка)Википедия:Обслуживание CS1 (множественные имена: authors list) (ссылка)

2018
- Mathieson I, Alpaslan-Roodenberg S, Posth C; et al. (Март 2018). The genomic history of southeastern Europe. Nature. 555 (7695): 197–203. doi:10.1038/nature25778. PMC 6091220. PMID 29466330. {{cite journal}}: Явное указание et al. в: |author= (справка)Википедия:Обслуживание CS1 (множественные имена: authors list) (ссылка)

2019
- Wang CC, Reinhold S, Kalmykov A; et al. (Февраль 2019). Ancient human genome-wide data from a 3000-year interval in the Caucasus corresponds with eco-geographic regions. Nature Communications. 10 (1). doi:10.1038/s41467-018-08220-8. PMC 6360191. PMID 30713341. {{cite journal}}: Явное указание et al. в: |author= (справка)Википедия:Обслуживание CS1 (множественные имена: authors list) (ссылка)

2020
- Skourtanioti E, Erdal YS, Frangipane M; et al. (Май 2020). Genomic History of Neolithic to Bronze Age Anatolia, Northern Levant, and Southern Caucasus. Cell. 181 (5): 1158-1175.e28. doi:10.1016/j.cell.2020.04.044. PMID 32470401. {{cite journal}}: Явное указание et al. в: |author= (справка)Википедия:Обслуживание CS1 (множественные имена: authors list) (ссылка)

2021
- Egfjord AF, Margaryan A, Fischer A; et al. (Январь 2021). Genomic Steppe ancestry in skeletons from the Neolithic Single Grave Culture in Denmark. PLOS One. 16 (1): e0244872. doi:10.1371/journal.pone.0244872. PMC 7808695. PMID 33444387. {{cite journal}}: Явное указание et al. в: |author= (справка)Википедия:Обслуживание CS1 (множественные имена: authors list) (ссылка) Википедия:Обслуживание CS1 (не помеченный открытым DOI) (ссылка)

2022
- Lazaridis I, Alpaslan-Roodenberg S, Acar A; et al. (Август 2022). The genetic history of the Southern Arc: A bridge between West Asia and Europe. Science. 377 (6609): eabm4247. doi:10.1126/science.abm4247. PMID 36007055. {{cite journal}}: Явное указание et al. в: |author= (справка)Википедия:Обслуживание CS1 (множественные имена: authors list) (ссылка)